# Grand Prix d'Ouverture La Marseillaise 1998
Il Grand Prix d'Ouverture La Marseillaise 1998, diciannovesima edizione della corsa e valido come evento del circuito UCI categoria 1.4, si svolse il 3 febbraio 1998 su un percorso di 141,5 km, con partenza da La Seyne-sur-Mer e arrivo a Gardanne, in Francia. La vittoria fu appannaggio dell'italiano Marco Saligari, che completò il percorso in 3h14'50", alla media di 43,576 km/h, precedendo il francese Richard Virenque ed il russo Vjačeslav Džavanjan.
Sul traguardo di Gardanne 27 ciclisti portarono a termine la competizione.

## Ordine d'arrivo (Top 10)
| Pos. | Corridore           | Squadra           | Tempo    |
| ---- | ------------------- | ----------------- | -------- |
| 1    | Marco Saligari      | Casino-Ag2r       | 3h14'50" |
| 2    | Richard Virenque    | Festina-Lotus     | s.t.     |
| 3    | Vjačeslav Džavanjan | BigMat-Auber 93   | s.t.     |
| 4    | Peter Farazijn      | Lotto-Mobistar    | s.t.     |
| 5    | Gilles Bouvard      | Casino-Ag2r       | s.t.     |
| 6    | Michael Rosborg     | Home-Jack & Jones | s.t.     |
| 7    | Jens Voigt          | Gan               | s.t.     |
| 8    | Fabrice Gougot      | Casino-Ag2r       | a 7"     |
| 9    | Frédéric Bessy      | Casino-Ag2r       | a 1'29"  |
| 10   | Christophe Bassons  | Festina-Lotus     | a 1'35"  |